# Liste der Kulturdenkmäler in Dietzenbach
Die folgende Liste enthält die in der Denkmaltopographie ausgewiesenen Kulturdenkmäler auf dem Gebiet  der  Stadt Dietzenbach, Landkreis Offenbach, Hessen.
Hinweis: Die Reihenfolge der Denkmäler in dieser Liste orientiert sich zunächst an Stadtteilen und anschließend der Anschrift, alternativ ist sie auch nach der Bezeichnung, der vom Landesamt für Denkmalpflege vergebenen Nummer oder der Bauzeit sortierbar.
Kulturdenkmäler werden fortlaufend im Denkmalverzeichnis des Landes Hessen durch das Landesamt für Denkmalpflege Hessen auf Basis des Hessischen Denkmalschutzgesetzes (HDSchG) geführt. Die Schutzwürdigkeit eines Kulturdenkmals hängt nicht von der Eintragung in das Denkmalverzeichnis des Landes Hessen oder der Veröffentlichung in der Denkmaltopographie ab.

Das Vorhandensein oder Fehlen eines Objekts in dieser Liste ist keine rechtsverbindliche Auskunft darüber, ob es Kulturdenkmal ist oder nicht: Diese Liste entspricht möglicherweise nicht dem aktuellen Stand der offiziellen Denkmaltopographie. Diese ist für Hessen in den entsprechenden Bänden der Denkmaltopographie Bundesrepublik Deutschland und im Internet unter DenkXweb – Kulturdenkmäler in Hessen einsehbar. Auch diese Quellen sind, obwohl sie durch das Landesamt für Denkmalpflege Hessen aktualisiert werden, nicht immer aktuell, da es im Denkmalbestand immer wieder Änderungen gibt.
Eine verbindliche Auskunft erteilt allein das Landesamt für Denkmalpflege Hessen.
Nutze diese Kartenansicht, um Koordinaten in der Liste zu setzen. In dieser Kartenansicht sind Kulturdenkmale ohne Koordinaten mit einem roten bzw. orangen Marker dargestellt und können in der Karte gesetzt werden. Kulturdenkmale ohne Bild sind mit einem blauen bzw. roten Marker gekennzeichnet, Kulturdenkmale mit Bild mit einem grünen bzw. orangen Marker.
| Bild                        | Bezeichnung                                          | Lage                                                                   | Beschreibung | Bauzeit | Objekt-Nr. |
| --------------------------- | ---------------------------------------------------- | ---------------------------------------------------------------------- | --- | --- | ---------- |
| Gesamtanlage Schäfergasse   | Gesamtanlage Schäfergasse                            | Schäfergasse LageFlur: 1, Flurstück:                                   | Alle Dietzenbacher Kulturdenkmäler - außer dem Bahnhof - befinden sich innerhalb des alten historischen Ortskerns, der in seiner Struktur bis heute weitgehend erhalten ist. Besonderer Bedeutung kommt dabei der „Gesamtanlage Schäfergasse“ zu, der ortsgeschichtliche Bedeutung beigemessen wird. Zu den Charakteristika zählen unter anderem die Reihung giebelständiger Fachwerkhäuser und die Abfolge sogenannter Hakenhöfe auf relativ gleich großen Parzellen. Die Häuser gliedern sich in der Regel in einen straßenseitigen Wohnbereich, einen Mittelteil (Flur) mit Küche und anschließendem Stall, komplettiert durch eine daran rechtwinklig angebaute Scheune. Die Scheunen auf der Ostseite der Schäfergasse bildeten früher einen nahezu geschlossenen Ortsrand. | | 41691 DDB  |
| weitere Bilder              | Trinkborn (Hainborn)                                 | Borngasse (Ecke Brunnengasse) LageFlur: 1, Flurstück: 43/5             | Der Trink- bzw. Hainborn ist die Quelle, um die herum die Siedlung Dietzenbach vermutlich entstanden ist. So, wie sich die Anlage des Trinkborns heute darstellt, handelt es sich nicht um eine historische Anlage, sondern um eine 1984 eingeweihte Rekonstruktion. Gleichwohl wird dem Trinkborn in seiner heutigen Form ortsgeschichtliche Bedeutung attestiert. Der Trinkborn ist vermutlich auch sehr eng mit der Namensgebung für den Ort Dietzenbach verbunden. „Dietzen“ leitet sich einer Erklärung nach vom althochdeutschen dicendo her, was so viel wie „sprudelnd“ oder „murmelnd“ bedeutet und auf die Ansiedlung an ebendieser Quelle verweist. Allerdings gibt es auch Erklärungen, die „Dietzen-“ von dem Personennamen Dietrich herleiten. Der Trinkborn ist bis heute Zentrum des seit 1985 in jedem Spätsommer gefeierten Trinkborn-Fests. | Ursprünglicher Holzbrunnen, der um 1750 durch eine steinerne Fassung ersetzt wurde. In den Jahren 1956/1957 wurde er dann zugeschüttet, um die Borngasse verkehrsgerechter zu gestalten. Zudem sei der Brunnen damals bereits versiegt gewesen. Erste Versuche, diesen ortsgeschichtlich bedeutsamen Ort wieder zu reaktivieren, gab es 1967. Damals wurde nach den Entwürfen des Dietzenbacher Künstlers Hans Schmandt ein Gedenkbrunnen errichtet. Allerdings hatte dieser nur eine kurze Lebensdauer, weshalb dann im Sommer 1978 erstmals mit Sanierungsmaßnahmen begonnen wurde (Freilegung der verschütteten Trinkbornanlage). In ihrer der ursprünglichen Anlage weitgehend entsprechenden Form konnte dann im Herbst 1980 der neue Trinkborn fertiggestellt werden. | 41694 DDB  |
| weitere Bilder              | Wohnhaus                                             | Borngasse 19 LageFlur: 1, Flurstück: 23/2                              | Charakteristisch für dieses Gebäude ist ein weitgehend intaktes Obergeschossgefüge, das auf einem massiv erneuerten Erdgeschoss ruht. Zugleich weist das Fachwerk eine regional unübliche Figuration des Mittelpfostens mit Fischgrätmuster auf, die außer hier vereinzelt auch im Rodgau anzutreffen ist. Gebietstypisch ist zudem die Anordnung von Mannfiguren und stehendem Stuhl aus der zweiten Hälfte des 18. Jahrhunderts. | Nach 1850 | 41693 DDB  |
| weitere Bilder              | Wohnhaus                                             | Borngasse 24 LageFlur: 1, Flurstück: 118/2                             | Das Gebäude steht im Schnittpunkt von Born- und Brunnengasse. Die nördliche Giebelfront blickt auf eine platzartige Erweiterung im Kreuzungsbereich und auf den schräg gegenüberliegenden Trinkborn. Das Gebäude bildet somit einen markanten Blickpunkt im alten Dorfkern, wobei es in seiner Geschichte vielfachen Veränderungen unterworfen war. Der Kern des Anwesens stammt aus der 2. Hälfte des 17. Jahrhunderts, der weitaus größere Teil aber aus der 2. Hälfte des 18. Jahrhunderts, das Erdgeschoss ist, wie in vielen anderen Fällen auch, massiv erneuert. Einige altertümlich geschwungene Streben und die gefaste Schwelle sind besonders auffallend und bedeutsam. Das Haus wurde bei einem Bombenangriff auf Dietzenbach in der Nacht vom 20. auf den 21. September 1941 durch den Druck verschoben und verzogen. Die Sanierung begann dann ab 1990. | Das Haus stammt im Kern aus der 2. Hälfte des 17. Jahrhunderts, größtenteils aus der 2. Hälfte des 18. Jahrhunderts. Sanierung ab 1990. | 41696 DDB  |
| Fachwerkwohnhaus            | Wohnhaus                                             | Brunnengasse 5 LageFlur: 1, Flurstück: 137                             | Das zur Brunnengasse hin giebelständige Haus besteht aus einem massiven Untergeschoss, auf dem das Fachwerk-Obergeschoss ruht. Das Fachwerk zeichnet sich giebelseitig durch Andreaskreuze in den Brüstungsfeldern unterhalb der früheren Fensteröffnungen aus; auf der Hofseite sind besonders die vollständigen Mannfiguren von Bedeutung. Insgesamt wird dem Gebäude für die damaligen Verhältnisse eine Überdurchschnittliche künstlerische Gestaltung zugesprochen. | 18. Jahrhundert | 41695 DDB  |
| Museum für Heimatkunde      | Museum für Heimatkunde und Geschichte Dietzenbach    | Darmstädter Straße 11 LageFlur: 1, Flurstück: 131/1                    | In dem im Jahre 1765 als kleinbäuerliche Hofreite erbauten Fachwerkhaus ist heute ein Teil des Museum für Heimatkunde und Geschichte Dietzenbach untergebracht. Das Gebäude gilt wegen seiner Vollständigkeit als typisches Beispiel für die örtliche Bauweise und ist als geschichtliches Kulturdenkmal eingestuft. | 1765, 1976 Museum und 1997 renoviert | 41697 DDB  |
| weitere Bilder              | Wohnhaus                                             | Darmstädter Straße 27 LageFlur: 1, Flurstück: 5/1                      | Das Fachwerk des Gebäudes ist, von den späteren Fenstereinbauten abgesehen, weitgehend intakt; es steht giebelständig zur Straße zeichnet sich durch klare konstruktive Merkmale aus. Das Gebäude gilt als beispielhaft für eine „barocke Traditionen ablösende Bauform“. | Um 1754, 1987 erneuert | 41698 DDB  |
| weitere Bilder              | Wohnhaus mit Ladengeschäft                           | Darmstädter Straße 31 LageFlur: 1, Flurstück: 198/1                    | Dominantes Eckgebäude am Eingang zur Borngasse. Auch hier ruhen die doppelt übersetzten Obergeschosse auf einem massiv erneuerten Untergeschoss. Die Obergeschosse sind komplett holzverschindelt; dahinter wird hochwertiges barockes Fachwerk vermutet. Die Fensteranordnung ist bis heute unverändert. Im Erdgeschoss befand sich Dietzenbachs erste Poststelle, das Ladengeschäft beherbergte bis in die sechziger Jahre des 20. Jahrhunderts ein Lebensmittelgeschäft. | Vermutlich 18. Jahrhundert (Barock) | 41699 DDB  |
| weitere Bilder              | Evangelische Pfarrkirche                             | Darmstädter Straße 51 LageFlur: 1, Flurstück: 128/4, 75/1              | Die evangelische Christuskirche in ihrer heutigen Form wurde 1753/54 errichtet. Dabei wurde das seit dem Dreißigjährigen Krieg schwer beschädigte und zwischenzeitlich nur notdürftig reparierte Kirchenschiff erneuert und mit dem ursprünglich freistehenden Kirchturm zu einer baulichen Einheit verbunden. Der Kirchturm selber stammt aus dem 15. Jahrhundert (möglicherweise aus dem Jahre 1462). Die Einweihung des Neubaus erfolgte am 27. Oktober 1754. Seit der in den Jahren 1969/70 durchgeführten umfangreichen Restaurierungsarbeiten ist bekannt, dass an diesem Standort mehrere Vorgängerkirchen gestanden haben. Neben der Kirche befindet sich der ehemalige Wehrkirchhof, der 1767 durch den Abriss der alten Dorfschmiede und 1803 durch den Abriss des ersten Dietzenbacher Rathauses erweitert wurde. 1825 erfolgte dann die Verlagerung des Friedhofes an seinen heutigen Platz an der Offenthaler Straße. Auf dem alten Kirchhof sind mit Ornamenten verzierte barocke Sandsteinpfosten erhalten geblieben, und in dessen Umfassungsmauer sind alte Grabplatten aus dem 17. und 18. Jahrhundert eingelassen. Kirche und Kirchhof bilden aus denkmalspflegerischer Sicht eine Sachgesamtheit im Range eines Kulturdenkmals. | 1753–1754 | 41700 DDB  |
| Sühnekreuz an Kirchhofmauer | Sühnekreuz an Kirchhofmauer                          | Darmstädter Straße 51 LageFlur: 1, Flurstück: 75/1                     | Das mittelalterliche oder frühneuzeitliche Kreuz aus Rotliegendem befindet sich in der östlichen Kirchhofsinnenmauer. Es weist im Kreuzungsfeld ein weiteres, eingemeißeltes, gleicharmiges Kreuz auf. | Spätmittelalter/Frühe Neuzeit | 784068 DDB |
| Bild gesucht BW             | Sachteil Gewölbekeller                               | Darmstädter Straße 52 LageFlur: 1, Flurstück: 185/2                    | Der Gewölbekeller des Wohnhauses Nr. 52 geht bis auf das 17. oder 18. Jahrhundert zurück. | 17. oder 18. Jahrhundert | 784067 DDB |
| weitere Bilder              | Bahnhof                                              | Eisenbahnstraße 2 LageFlur: 2, Flurstück: 369/1                        | Empfangsgebäude des ehemaligen Bahnhofs Dietzenbach (Hess). Bei dem Gebäude handelt sich um einen Standardtyp der seit 1896 bestehenden Rodgau-Bahn, das nahezu identisch ist mit dem Bahnhof Heusenstamm. Der Dietzenbacher Bahnhof war der Endpunkt der 9,61 Kilometer langen normalspurigen Nebenbahnstrecke Bieber-Dietzenbach, auf der sinnigerweise die Beförderung von Sprengstoffen ausgeschlossen wurde. | 1898, am 1. Dezember 1898 eröffnet | 41692 DDB  |
| Altes Rathaus               | Altes Rathaus                                        | Frankfurter Straße 1, Frankfurter Straße 3 LageFlur: 1, Flurstück: 320 | Das Alte Rathaus wurde 1894/95 auf quadratischem Grundriss im Stil des Historismus errichtet. Der zweigeschossige Bau mit flachem Walmdach kennzeichnet sich durch seine symmetrisch gegliederten Straßenfassaden mit Backsteinlisenen, Sandsteingesimsen und weißen Putzflächen. Im Nordwesten schließt ein polygonaler Treppenhausvorbau an das Gebäude an. | 1894/95 | 745909 DDB |
| weitere Bilder              | Evangelisches Pfarrhaus                              | Pfarrgasse 3 LageFlur: 1, Flurstück: 75/1                              | Das Pfarrhaus, ein massives Steinhaus mit Krüppelwalmdach, wurde 1808/09 errichtet. Es handelt sich um ein eher schlichtes massives Gebäude, das in seinen Proportionen zeitgenössischen Fachwerkbauten entspricht. Die Grundstückseinfahrt zum Pfarrhof ziert ein Sandstein-Torpfosten mit einem pinienzapfenförmigen Aufbau, der vermutlich noch aus der Zeit des Barocks stammt. Zu dem Ensemble des Pfarrhauses zählt außerdem noch ein aus Bruchsteinen aufgemauerter Brunnenschacht. Er gehört zu einem ehemaligen Ziehbrunnen im Pfarrhof. Neben dem Pfarrhaus steht das Evangelische Gemeindehaus aus dem Jahre 1932. Hier wurde damals Dietzenbachs erster Kindergarten eingerichtet, der bis 1962 - der Eröffnung der ersten kommunalen Kindertagesstätte - bestand. | 1808/09 | 41701 DDB  |
| weitere Bilder              | Wohngebäude                                          | Pfarrgasse 8 LageFlur: 1, Flurstück: 105/1                             | Das stattliche Wohngebäude in der Pfarrgasse 8 mit nahezu vollständig erhaltenem Fachwerkgefüge wurde im ausgehenden 18. Jahrhundert erbaut. | Um 1800 | 41702 DDB  |
| Wohngebäude                 | Wohngebäude                                          | Schäfereck 5 LageFlur: 1, Flurstück: 171/1                             | Das Fachwerkwohnhaus ist Teil einer Gebäudegruppe und sticht durch sein barockes Zierfachwerk hervor. | | 823231 DDB |
| weitere Bilder              | Traufständiges Fachwerkwohnhaus                      | Schäfergasse 3 LageFlur: 1, Flurstück: 159/2                           | Das an einer kleinen Platzfläche gelegene Gebäude markiert den rechten (westseitigen) Eingang in die Schäfergasse. Auf dem massiven Untergeschoss befindet sich ein eher ungewöhnliches Fachwerkobergeschoss. Die Verstrebungen der Eckpfosten wirken reichlich dünn, und das geschosshohe Andreaskreuz sowie die Verstrebungen im Giebeldreieck „weichen von gebräuchlichen Formen ab.“ | 18. Jahrhundert | 41703 DDB  |
| weitere Bilder              | Giebelständiges Wohnhaus                             | Schäfergasse 16 LageFlur: 1, Flurstück: 211/2                          | Das einfach gestaltete Gebäude zeichnet sich durch schmuckloses Fachwerk aus und verfügt über ein Krüppelwalm-Dach. Im Kontext der Nachbarhäuser trägt es aber zu dem geschlossenen Gesamtbild der Schäfergassen-Ostseite bei. | Erbaut 1729, erneuert 1964 | 41704 DDB  |
| weitere Bilder              | Giebelständiges Wohnhaus                             | Schäfergasse 18 LageFlur: 1, Flurstück: 210                            | Das Haus besitzt, abgesehen von der straßenseitigen Erdgeschosswand, ein vollständiges Fachwerk mit leicht geschwungenen Streben. Die Vorkragung des Giebels besitzt abgerundete Füllhölzer. Aus denkmalpflegerischer Sicht ist das Gebäude der wichtigste Einzelbau an der Ostseite der Schäfergasse, ihm wird eine straßenbildprägende Funktion attestiert. | Ende 18. Jahrhundert | 41705 DDB  |
| weitere Bilder              | Eingeschossiges Wohnhaus                             | Schäfergasse 24 LageFlur: 1, Flurstück: 203/1                          | Das Gebäude zeichnet sich durch ein eher seltenes Krüppelwalm-Mansarddach aus. Die geraden Streben und das konstruktives Fachwerk gelten als Indizien für eine Entstehung um 1800. Die Giebelfassade in ihrer heutigen Form ist durch Fenstereinbauten etwas entstellt, und auch die Sockelverkleidung ist störend. Gleichwohl soll auch dieses Gebäude wesentlich zur Gesamtwirkung der Schäfergassen-Bebauung beitragen. | Um 1800 | 41706 DDB  |
| weitere Bilder              | Stattliches, wohlerhaltenes giebelständiges Wohnhaus | Schäfergasse 26 LageFlur: 1, Flurstück: 202/2                          | Dieses gegenüber dem Nachbargebäude Schäfergasse 24 deutlich größere Wohnhaus verfügt dennoch, wie auch dieses, über ein Krüppelwalm-Mansarddach und ruht auf einem relativ hohen und massiven Sockel. Der umlaufende geringe Geschossüberstand wird durch Füllhölzer mit Fase betont. Drei Torpfosten aus Sandstein weisen Profilierungen und Zapfenaufsätze auf. Zugleich kennzeichnet sie eine überdurchschnittlich feine Bearbeitung, was deren künstlerischen Wert ausmacht. Für das Bild der Schäfergasse soll dem Haus Schäfergasse 26 eine besondere städtebauliche Wirkung zukommen. | Spätes 18. Jahrhundert | 41707 DDB  |
| weitere Bilder              | Zur Schäfergasse hin traufständiges Wohnhaus         | Schäfergasse 31 LageFlur: 1, Flurstück: 198/1                          | Ursprüngliches massives Erdgeschoss; rein konstruktives Obergeschoss ohne Halsriegel. Ortsbildprägender Bau in Ecklage gegenüber der Kirche. | Um 1800 | 41708 DDB  |